# Triumph Toledo
El Triumph Toledo es un auto compacto que fue producido por British Leyland en el Reino Unido desde 1970 a 1976.
El Toledo fue introducido en agosto de 1970 como una versión más barata del Triumph 1300, fue reemplazado al mismo tiempo por el Triumph 1500. El Toledo, como la tracción delantera 1500, vino con una nueva parrilla dividida en el frente, pero en lugar del 1500's twin round headlamps, tenía una sola unidad rectangular establecida en una rejilla de plástico gris. La parte trasera era como la del 1300 a excepción de las luces traseras, que eran de un diseño más simple, de cara plana.
El más grande cambio para el Toledo fue cambiar a tracción trasera y un eje trasero (aún con muelles helicoidales), en el interés de los costos de simplicidad y la baja producción. El interior era también barato, con madera confinada a un tablero que consiste en una sencilla plancha con perforaciones para la instrumentación bastante básica, pero el interior era un corte por encima de la mayoría de autos pequeños, al tiempo que el plástico negro era común.
Inicialmente, El Toledo solo estaba disponible como un sedán de dos puertas con un motor de 1300 cc y 58 bhp (43 kW) netos. Los frenos de tambor estaban ajustados alrededor y no había una opción de sobre-marcha y automático disponible.
En marzo de 1971, se lanzó una versión de "exportación especial"  de 4 puertas en el Salón del Automóvil de Ginebra, presentando un motor de 1500 cc con un carburador sencillo y doble "TC" produciendo 61 y 64 bhp (45 y 48 kW) netos, respectivamente. Desde finales de agosto de 1971, el modelo de cuatro puertas también estaba disponible en el mercado interior.   El Toledo de cuatro puertas presentó los mismos grabados laterales que el Triumph 1300.  El amueblado interior era, en la mayoría de los casos, indistinguible entre las dos versiones, pero compradores del auto de cuatro puertas recibían dos ceniceros más en cada puerta extra. Neumáticos de estructura radial se especificaron en lugar de las capas cruzadas que ofrecía el carro de dos puertas, compensando los 50 kg (aproximadamente) adicionales de peso involucrados al instalar las puertas extra.
El modelo de dos puertas difería muy poco del modelo más famoso de cuatro puertas en apariencia general, el de dos puerta tenía el frente y la parte trasera con para choques (aunque esto cambiara en 1973 a un parachoques completo), mientas que el modelo de cuatro puertas mostraba parachoques envolventes desde el inicio. Dos under-riders de parachoques fueron ajustados al modelo de dos puertas; sin embargo éstos fueron eliminados en los autos producidos a finales de 1972 y principios 1973.
La especificación gradualmente mejoró con los años. En octubre de 1972 los frenos de disco fueron ajustados al estándar en ambos modelos y una luneta térmica se volvió equipamiento estándar a finales de 1973 y principios de 1974.
En marzo de 1975 la versión de dos puertas fue descontinuada. El modelo de cuatro puertas continuó en producción por otro año, pero con requisito de mejora. La caja de velocidades de tres rieles del existente Triumph Herald fue remplazada por la caja de velocidades de un solo riel de 1500 Triumph Spitfire y el auto fue equipado con un nuevo clutch. El nuevo Toledo también fue equipado con molduras laterales de la carrocería, la nueva versión también tenía equipada una rejilla frontal (reemplazando la rejilla plateada frontal) y un corte inoxidable se añadió al borde de los canalones del techo. La especificación mejoró otra vez; El equipamiento estándar ahora incluía un retrovisor de inmersión, una luz de advertencia para abrochar el cinturón de seguridad, asientos frontales reclinables (previamente una opción), luces de reversa trasera (también una opción anteriormente), encendedor de cigarros, luces de emergencia y un espejo en la puerta del conductor. Un parabrisas laminado, un reposa-cabezas en los asientos delanteros y asientos tapizados de nylon fueron opciones extras. Finalmente el Toledo fue reemplazado por el Dolomite 1300 y 1500 en marzo de 1976. La producción total fue de 119,182 autos, haciéndolo uno de los mejores sedanes vendidos por Triumph.
Los Complete knock down kits del Triumph seguían siendo ensamblados por la New Zealand Motor Corporation en 1977 para el mercado de Nueva Zelanda y registrados en 1978. Estos últimos Toledos tenían algunos de los refinamientos de los Dolomites posteriores a 1976, incluyendo una rejilla plateada y tiras de hule a lo largo de los laterales del auto. Sin embargo, conservaron el casco más corto del Toledo.
Las actualizaciones técnicas fueron tan pocas como las cosméticas. En octubre de 1971 la compresión aumentó de 8.5:1 a 9:1 para el 1500, alcanzando un poder de 61 a 64 kW netos. En octubre de 1972 los previamente opcionales frenos de disco se volvieron estándar y en marzo de 1975 el TC también recibió la alta compresión y se convirtió en 71 kW.
El desempeño era común y corriente, siendo la velocidad máxima alrededor de 85 a 90 km/h (a pesar de que el velocímetro del 1500s era mucho más optimista), acelerando de 0 to 60 millas por hora (96,6 km/h) fue de 17.1 s (1300) a 13.6 s (TC).
Triumph desarrolló un Toledo "TS" de dos puertas en 1973. Presentó un motor de carburador doble de 1500 cc , pero nunca entró en producción.

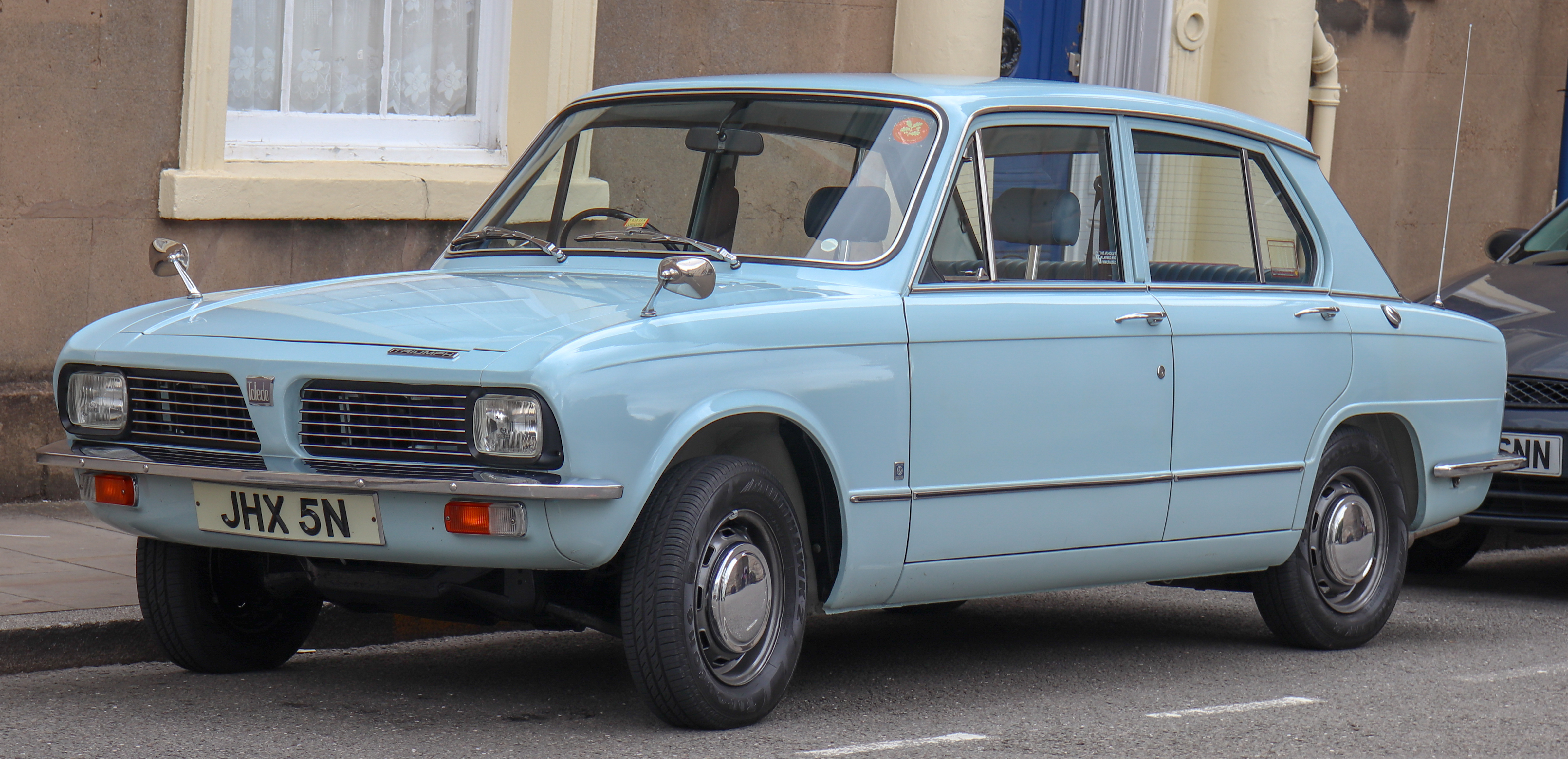
Triumph Toledo 4-door saloon
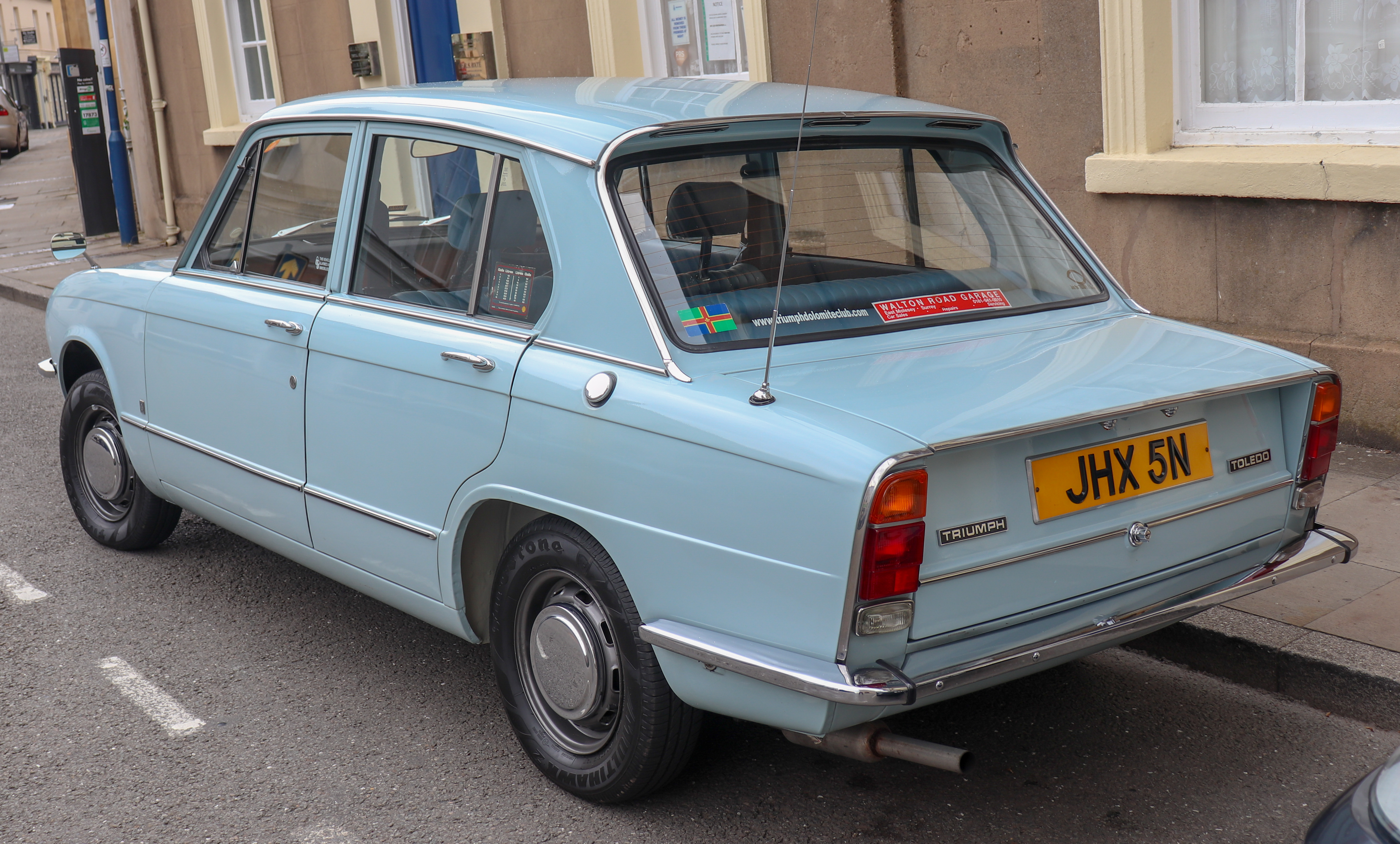
Triumph Toledo 4-door saloon
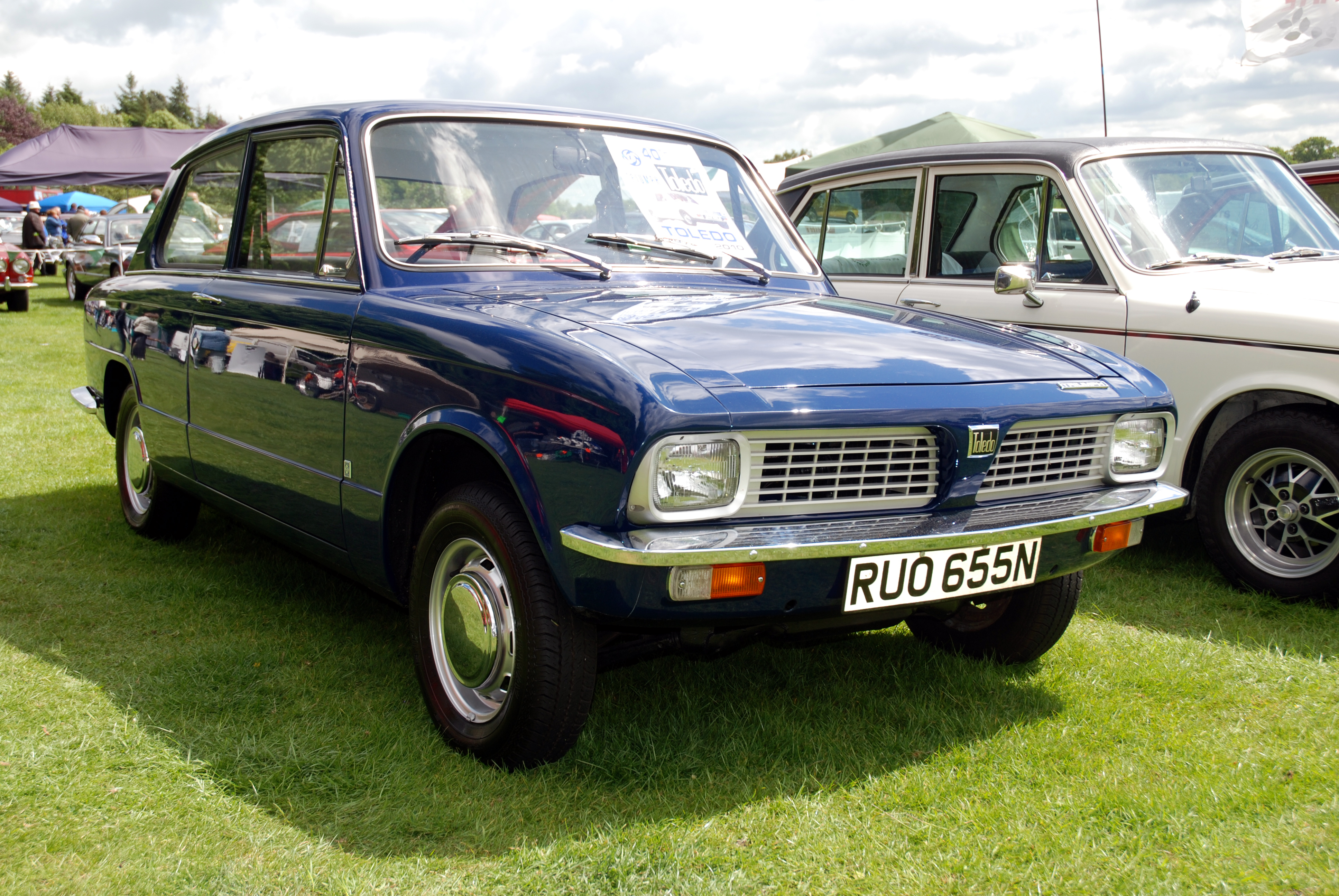
Triumph Toledo 2-door saloon

## Retirada
En agosto de 1973, junto con sus hermanos 1500 y Dolomite , el Triumph Toledo fue objeto de la más grande retirada de vehículos en el Reino Unido hasta la fecha.   La retirada afectó a 103,000 autos e involucró el reemplazo del radio frontal en el ensamble de suspensión delantera, reconociendo un riesgo de que el componente puede romperse y dejar el auto sin poder maniobrar.   Los manufactureros declararon que habían replicado dicho defecto conduciendo al auto a un borde sólido entre 10 y 15 mph (16–24 km/h).   A pesar de llevar a cabo la retirada, insistieron en que la condición solo pudo "surgir a través de uso indebido".